# Kløften
55°15′18.24″N 9°29′32.18″Ø / 55.2550667°N 9.4922722°Ø
Kløften er en folkepark i Haderslev, beliggende umiddelbart nord for bykernen. Parken er landskendt grundet den årlige Kløften Festival, der afholdes en weekend omkring Sankthans på hele parkområdet.
Folkeparken, der er mellem 2 og 3 hektarer stor, ligger mellem Christiansfeldvej, Gammelting, Aastrupvej, Marielystvej, Parkvej og H. P. Hanssens Vej. I 2010 blev parken bag ejendommen Aastrupvej 13, der tilhører Nykredit, indlemmet i Kløften.

## Historie
Parken er delvis anlagt på den ældre Kolding Landevej, der her har haft karakter af en hulvej, hvoraf navnet er afledt, og dels i hegnet til byens gamle "Nørremark".

### Pavillon
I Kløften, tidligere kaldet "Nye Anlæg", lidt nord for Gammelting, byggede gæstgiver J. Høffner i 1852 en pavillon, som blev et yndet mål for borgerskabets aften- og søndagsture, ja han  ansøgte endog i 1856 om tilladelse til at udvide pavillonen, da pladsen var alt for trang på grund af den store søgning. Høffner gjorde meget ud af udsmykningen af bygningen og anlægget udenom og annoncerede ofte i Dannevirke med "Vauxhall" dvs. kulørte lamper, begkranse og fyrværkeri. Pavillonen brændte i 1863 og genopstod ikke senere.
Pavillonen, der også kaldtes for "Tivoli", var beliggende, hvor Haderslev Realskole i dag har til huse. Der var både restaurant, dansested og optræden, og medbragt madkurv kunne også nydes på stedet.

## Parken i dag
Kløften indeholder et antal store åbne græsplæner, et stisystem, afdelinger med buskads samt træbevoksning og en poppel-allé i østsiden langs med H. P. Hanssensvej. Der er opstillet borde, bænke samt en række træskulpturer. Parken ligger i et ret kuperet tærræn, så nogle af stierne er temmelig stejle. Folkeparken er dels et bynært rekrativ område, dels også en meget anvendt passage for fodgængere, der har ærinde i byen. Den nye del er nærmest at betragte som en herregårdspark, med store plæner, bøgetræer og smukke bede.
Der er etableret frisbee golf-bane i parken.

## Omgivelser
I parkens høje øst-side finder man Det Røde Vandtårn, der er en markant del af byens profil og tillige vartegn for det årlige arrangement "Kløften Festivalen". I samme område som vandtårnet finder man et større, ældre villa-område.
Chaussé'en fra Kolding anlagdes i 1853 og førtes ind på Haderslevs Nørretorv (nuværende Gammelting) nordfra. Chausséen løber på det sidste stykke parallelt med Kløften.
I 1854 opførtes bygningen "Skulderbladet" på det nuværende Gammeltings nordøst side, således at pladsen nærmest lukkede sig mod nord; der var tale om en markant ejendom med restauration og boliger. Bygningen blev nedrevet i 1967, efter forgæves protester fra den kendte haderslev-boghandler Johannes Christian Nielsen.
På pladsens sydside lå tidligere byens teater, opført 1856 og nedbrændt 1937, og nord herfor ligger et lille anlæg, der tidligere rummede et monument fra 1. slesvigske krig og i dag rummer en genforeningssten, der blev afsløret den 10. juli 1950 og er udført af billedhuggeren Gunnar Hansen.
På modsatte side ligger kaserne og politigård.

## Adgange
Fra Gammelting er der via en længere passageadgang til Kløften. Derudover er der adgange fra H. P. Hansens Vej og Christiansfeldvej.